# Mega Man X7
Mega Man X7, известная как Rockman X7 (яп. ロックマンX7 Роккуман X7) в Японии — седьмая часть серии игр Mega Man X и первая часть игры, которая вышла на PlayStation 2. Это первая игра в серии Mega Man X, которая имеет двуязычное аудио: английский и японский языки. Она была переиздана в сборнике Mega Man X Legacy Collection 2 для Nintendo Switch, PlayStation 4, Xbox One и PC в 2018 году.

## Игровой процесс
Mega Man X7 является первой и единственной игрой в серии, которая имеет 3D-графику с дополнением к стандартному 2D стилю. При запуске игры, можно играть только за Зеро и новичка Акселя. Игрок может отправить два значка в той же стадии, и оба могут быть изменены всякий раз, когда игроку необходимо. Для того, чтобы разблокировать Икса, один из игроков должен спасти 64 реплоида (из возможного общего числа 128) или победить 8 основных боссов в порядке, чтобы разблокировать его. В отличие от приквела, чипы должны быть использованы сразу же после их опыта и не могут быть отключены, нельзя менять режим от одного игрового персонажа к другому.
В то время как Зеро и Икс сохраняют своё общее оружие, Аксель имеет новую способность под названием Copy Shot (Копия Выстрела). Если игрок уничтожает определённые типы врагов с указанной техники, они оставят деталь на её уничтожение. Если пункт (светящийся красный шар) подобран, Аксель превратится в копию врага, он уничтожается, со всеми его особенностями (скорость, оружия и т. д.).

## Сюжет
Сюжет игры Mega Man X7 происходит в 22-м веке, в то время, когда люди сосуществуют с человекоподобными роботами, называемых Реплоидами. С какой-то стороны Реплоиды устроили насильственные и разрушительные преступления. Полиция создала организацию под названием «Охотники на Мавериков», где она была создана в целях борьбы с таким родом деятельности. Преступление Мавериков возросло в недавно построенных городах. Как эта новая волна преступности парад, Икс уходит в отставку, устав от бесконечных баталий. Новая Группа «Красная Тревога» вводится охранниками. Один из их членов, Аксель, решает, что ему было достаточно «убийств» и пытается выйти из их группы. Ред, руководитель Акселя сердится на него, совершает дезертирство и продолжает неистовствовать, чтобы получить Акселя назад.
Аксель преследуется механилоидами, отправленными Красной Тревогой, чтобы заполучить его, но их погоня приводит к хаосу, который призывает Зеро исследовать данную область. После короткой встречи и борьбе с механилоидами, Зеро берёт Акселя под стражу. В ответ на это, Ред бросает вызов охотникам: они выпускают несколько Мавериков, что группа Красная Тревога оказывается в неволе, и из этой группы могут быть побеждены Маверики, которые были под опекой Акселя. Зеро входит в действие без колебаний, и Аксель раскаивается в том, что он натворил и у него возникает желание стать Охотником на Мавериков. Икс остается позади, пытаясь найти более мирное решение, которое он воспринимает как бессмысленный конфликт друга. В конце концов, Икс решает, что его приверженность необходима для того, чтобы обеспечить быстрый конец кровопролитной гражданской войне, а затем Алия узнаёт расположение главной базы группы Красной Тревоги. Охотники входят в Багровый дворец, победив Реда и находят восстановленного Сигму, который был коррумпированный группой Красной Тревоги. Сигма потерпел поражение, а Икс не хочет содействовать Акселю, чтобы тот стал официальным Охотником на Мавериков, думая, что он до этого ещё не «созрел», несмотря на то, что Сигнас и Алия наводит на мысль, которые должны способствовать Акселю, как номер один.

## Маверики

### Режим Икса
| Маверик            | Оружие         | Слабость       |
| ------------------ | -------------- | -------------- |
| Soldier Stonekong  | Gaea Shield    | Explosion      |
| Tornado Tonion     | Volt Tornado   | Gaea Shield    |
| Splash Warfly      | Splash Laser   | Volt Tornado   |
| Flame Hyenard      | Circle Blaze   | Splash Laser   |
| Ride Boarski       | Moving Wheel   | Circle Blaze   |
| Snipe Anteator     | Sniper Missile | Moving Wheel   |
| Wind Crowrang      | Wind Cutter    | Sniper Missile |
| Vanishing Gungaroo | Explosion      | Wind Cutter    |

### Режим Акселя
| Маверик            | Оружие         | Слабость       |
| ------------------ | -------------- | -------------- |
| Soldier Stonekong  | Gaea Shield    | -              |
| Tornado Tonion     | Ray Gun        | Gaea Shield    |
| Splash Warfly      | Splash Laser   | -              |
| Flame Hyenard      | Double Bullet  | Splash Laser   |
| Ride Boarski       | Moving Wheel   | -              |
| Snipe Anteator     | Sniper Missile | Moving Wheel   |
| Wind Crowrang      | Wind Cutter    | Sniper Missile |
| Vanishing Gungaroo | G-Launcher     | Wind Cutter    |

### Боссы
| Маверик          | Слабость                             |
| ---------------- | ------------------------------------ |
| Mole Bore        | Volt Tornado                         |
| Red              | Explosion                            |
| Сигма (Стадия 1) | Wind Cutter                          |
| Сигма (Стадия 2) | Splash Laser, Explosion, Gaea Shield |

### Режим Зеро
| Маверик            | Оружие                | Слабость    |
| ------------------ | --------------------- | ----------- |
| Soldier Stonekong  | Gokumonken            | Hadangeki   |
| Tornado Tonion     | Raijinshou            | Gokumonken  |
| Splash Warfly      | Suiretsusen, D Glaive | Raijinshou  |
| Flame Hyenard      | Bakuenjin             | Suiretsusen |
| Ride Boarski       | Zankourin             | Bakuenjin   |
| Snipe Anteator     | Hieijin               | Zankourin   |
| Wind Crowrang      | Souenbu, V-Hanger     | Hieijin     |
| Vanishing Gungaroo | Hadangeki             | Souenbu     |

### Боссы
| Маверик          | Слабость                           |
| ---------------- | ---------------------------------- |
| Mole Bore        | Raijinshou                         |
| Red              | Hadangeki                          |
| Сигма (Стадия 1) | Souenbu                            |
| Сигма (Стадия 2) | Hadangeki, Suiretsusen, Gokumonken |

## Оружия Мавериксов

### Режим Икса/Акселя
- X-Buster — Бластер Икса. Зажимая до конца кнопку атаки Икс стреляет как Мега Бластер из игры Mega Man 4.
- Axl Bullet — Пуля Акселя. Аксель самостоятельно находит врагов. Как только мерцает знак прицела, он стреляет по ним.
- Gaea Shield — Оружие Каменной Гориллы. Создаёте каменный щит, который блокирует выстрелы врагов. При заряженном оружии, Икс создаёт большой валун, который разделяется напополам и расходится в противоположном направлении.
- Volt Tornado — Оружие Штормового Лука. Создается электрифицированная спираль, которая катится вперед в течение нескольких секунд. При заряженном оружии, создается статическое поле.
- Splash Laser/Ray Gun — Оружие Плещущейся Летучей Рыбы. Создаёте лучеобразную струю воды. При заряженном оружии создаются мощные водные пузыри. Подобие Whirlpool Cannon(Водоротной Пушкой) из неквалифицированной игре про Мегамена(Megaman Unlimited).
- Circle Blaze/Double Bullet — Оружие Пламенной Гиены. Икс стреляет мощным пламенем в течение нескольких секунд. При заряженном оружии, игрок создаёт пламенный взрыв.
- Moving Wheel — Оружие Скоростного Бородавочника. Стреляете колесом, которое движется по поверхности и по стенам. При заряженном оружии, Икс стреляет тремя колесами. Подобие Spin Wheel из Mega Man X2 и Wheel Cutter из Mega Man 10.
- Sniper Missile — Оружие Муравьеда-Стрелка. Игрок стреляет ракетой, которая ложится на врага. При заряженном оружии игрок стреляет тремя ракетами. Подобие Dive Missile из Mega Man 4, Homing Torpedo из Mega Man X, Jet Missile(Летающей Ракеты) из неквалифицированной игре про Мегамена(Megaman Unlimited) и Homing Sniper из Mega Man 8.
- Wind Cutter — Оружие Ветреного Ворона. Игрок стреляет лезвием, которое возвращается к нему обратно. При заряженном оружии, игрок создаёт вокруг себя лезвия, которые уничтожают врагов.
- Explosion/G-Launcher — Оружие Кенгуру-Подрывника. Икс создаёт генерирующий мощный взрыв, который уничтожает врагов в ближнем бою. Эксель стреляет сгустком энергии, который взрывается при контакте с врагом. Подобие Nitro Blast(Нитро выстрел) из неквалифицированной игре про Мегамена(Megaman Unlimited).

### Режим Зеро
- Z-Saber — Стандартное оружие Зеро. Зеро взмахивает саблей, атакуя врагов в ближнем бою.
- Gokumonken — Оружие Каменной Гориллы. Зеро мерцает и причиняет вред врагам при контакте с ними, стоя на месте.
- Raijinshou — Оружие Штормового Лука. Зеро во время прыжка создаёт вокруг себя электрический вихрь, поражающий врагов.
- Suiretsusen — Оружие Плещущейся Летучей Рыбы. Зеро взмахивает и протыкает копьём врага, испуская водяную струю. Подобие Raijingeki из Mega Man X4.
- Bakuenjin — Оружие Пламенной Гиены. Зеро создаёт вокруг себя кольцо пламени, уничтожающее вокруг них врагов.
- Zankourin — Оружие Скоростного Бородавочника. Зеро создаёт колесо, ползущее по поверхности.
- Hieijin — Оружие Муравьеда-Стрелка. Зеро выпускает наводящийся дротик, который ложится на врага.
- Souenbu — Оружие Ветреного Ворона. Зеро взмахивает лезвием и кидает его, которое возвращается к нему обратно. Исчезает при контакте с врагом.
- Hadangeki — Оружие Кенгуру Уничтожителя. Зеро создаёт силовую волну, расползающуюся по поверхности, аналогично Z-Saber из Mega Man X3.

## Персонажи
В этой части игры впервые появляется Axl (Аксель) — член «Красной Тревоги».

## Оценки
| Сводный рейтинг | Сводный рейтинг |
| Агрегатор       | Оценка          |
| --------------- | --------------- |
| GameRankings    | 59,13 %         |